# Papa Meilland
Papa Meilland est un cultivar de rosiers, du groupe des hybrides de thé mis au point par le pépiniériste français Francis Meilland.

## Description

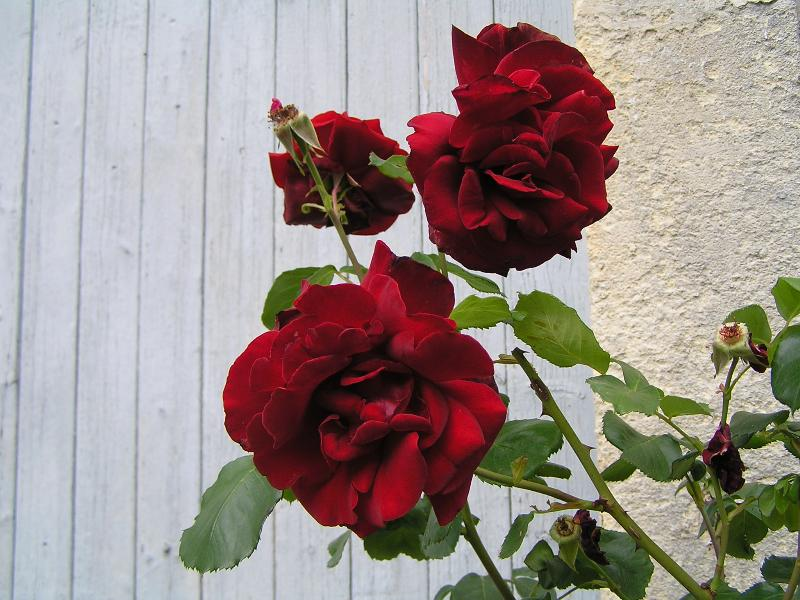
Papa Meilland

C'est un hybride de thé à grandes fleurs très doubles qui s'ouvrent en coupe, remarquable par sa couleur, un rouge sombre cramoisi et son parfum. Les fleurs sont solitaires sur de fortes tiges. La floraison est très soutenue d'avril à octobre.
Le feuillage est vert vif.
C'est un rosier vigoureux, résistant aux maladies, mais toutefois sensible à l'oïdium.
Sous la forme buisson il est haut de 80 à 90 cm, et il existe aussi sous la forme grimpant (mis au point par le pépiniériste-rosiériste français Louis Dima à Doué-la-Fontaine, capitale française des roses).

## Ascendance
Ce cultivar est issu du croisement suivant : 'Chrysler Imperial' × 'Charles Mallerin'.
Ce fut le premier cultivar de rosier enregistré officiellement en France, sous le nom de « Meicesar », pour bénéficier d'une protection légale.

## Distinctions
- Rose favorite du monde, 1988,
- Médaille d'or à Baden-Baden, 1962.